# Liweri Ossipowitsch Darkschewitsch

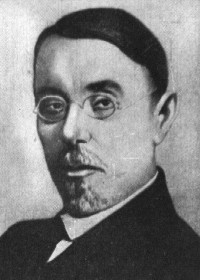
Liweri Ossipowitsch Darkschewitsch

Liweri Ossipowitsch Darkschewitsch (russisch Ливе́рий О́сипович Даркше́вич; * 17. Julijul. / 29. Juli 1858greg. in Jaroslawl; † 28. März 1925) war ein russischer Neurologe. Nach ihm ist der Nucleus commissurae posterioris auch als Darkschewitsch-Kern benannt.
1882 bis 1887 studierte er Medizin an der Moskauer Universität, danach arbeitete er im Labor von Theodor Meynert in Wien, dem Labor von Paul Flechsig in Leipzig, Carl Westphals Klinik in Berlin und am Hôpital de la Salpêtrière von Jean-Martin Charcot in Paris. Während dieser Zeit arbeitete er auch mit Joseph Jules Dejerine und Sigmund Freud an medizinischen Artikeln.
1892 bis 1917 war Darkschewitsch Direktor der Abteilung für Neurologie an der Universität Kasan. Er war der erste Chefredakteur der Kasaner medizinischen Zeitschrift Казанский медицинский журнал. 1917 wurde er Professor für Neurologische Erkrankungen an der Moskauer Universität.